# Petrești, Ilfov
Petrești (în trecut, și Petrești-Popești) este un sat în comuna Corbeanca din județul Ilfov, Muntenia, România. Biserica din sat cu hramul „Sf. Mihail și Gavriil“ (1820) este monument istoric cu codul IF-II-a-B-15303.
Satul a aparținut comunei Balotești până în 1968, când a fost transferat la comuna Corbeanca.